# Scorpa SR
La SR è una motocicletta prodotta dalla Scorpa a partire dal 2010 per partecipare ai mondiali di trial e con qualche aggiustamento (versione Long Ride) usata per il motoalpinismo.

## Descrizione
La moto ha un telaio monotrave sdoppiato in alluminio, con biculla, tutti i mezzi sono equipaggiati con un motore a due tempi raffreddato a liquido, abbandonando il motore a quattro tempi, rispetto al modello precedente si differenziano per il nuovo impianto di scarico e il blocco motore rivisto, mentre telaio e carenature rimangono pressoché invariate tranne per la mascherina che ora è molto semplice, caratterizzata da un proiettore minimalista molto schiacciato.
La moto è disponibile anche nella versione da motoalpinismo (Long ride), con serbatoio maggiorato, sella imbottita e rialzata.
La prima presentazione avvenne all'EICMA 2009 per il modello 280.

## Cilindrate
Prodotta inizialmente e per i primi anni anche nelle cilindrate:
- 125cm³ prodotta dal 2011
- 280 cm³ prodotta dal 2010